# One Flight Away
«One Flight Away» —en español: «Un vuelo lejos»— es el quinto sencillo del dúo noruego Marcus & Martinus para el álbum Moments (2017). Fue lanzado el 3 de noviembre de 2017 a través de Sony Music Entertainment Norway.

## Formatos y lista de canciones
- Descarga digital

| Mundial |                   |          |  |
| N.º     | Título            | Duración |  |
| 1.      | «One Flight Away» | 2:58     |  |

## Historial de lanzamiento
| País   | Fecha                  | Formato          | Discográfica | Ref.  |
| ------ | ---------------------- | ---------------- | ------------ | ----- |
| Varios | 3 de noviembre de 2017 | Descarga digital | Sony         | [ 2 ] |